# Oriëntaalse parfumerie

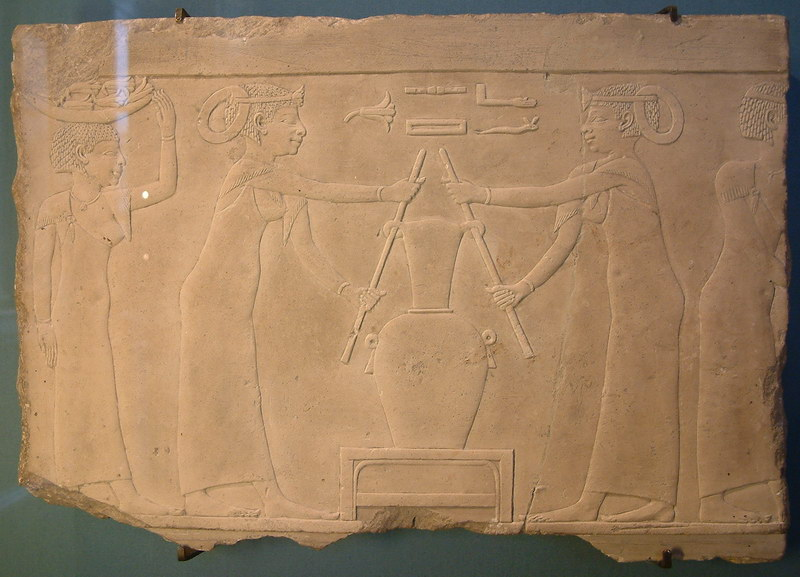
Parfum productie in het oude Egypte

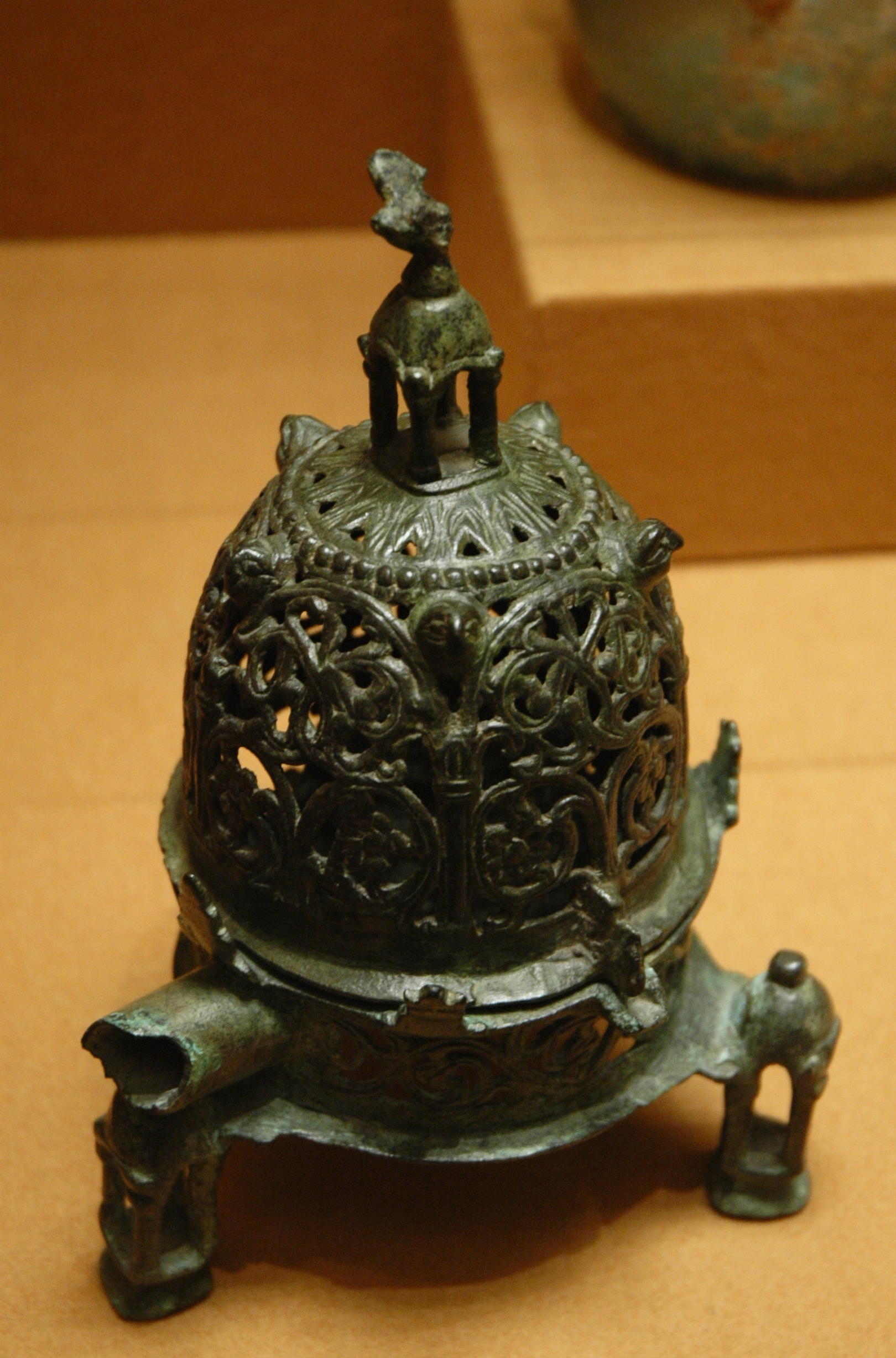
Islamitisch Egyptische parfumbrander (600 - 800 n.Chr.) bewaard in het Louvre

Oriëntaalse parfumerie, ook wel Arabische parfumerie, is een vertakking binnen de parfumindustrie waarbij een kruidige en aromatische sfeer in de geuren vaak de boventoon voert.
De oorsprong van deze parfumerie zou kunnen liggen in het oude Egypte, meer dan 5000 jaar terug. Hiervoor zijn geen harde bewijzen gevonden, maar wel aanwijzingen die het aannemelijk maken. De oudste parfums zijn gevonden in graven en tombes in Egypte uit de predynastieke tijd (voor 3100 v. Chr.) In Egypte werden parfums en zalfjes veel gebruikt bij rituelen. De goden werden beschouwd als bijzonder geurige wezens, wier goddelijke kenmerken in parfums tot uiting kwamen. De parfumerie heeft zich in de loop van vele eeuwen ontwikkeld, het begon met het verbranden van geurige gedroogde kruiden en het is uitgegroeid tot het vastleggen van in geuren in vloeistof.

## Arabisch
Het ambacht van de parfumerie is een essentieel onderdeel van veel Aziatische culturen en komt veel voor in oosterse en islamitische landen. Hygiëne en persoonlijke verzorging krijgen veel aandacht in oosterse religies en islam. De profeet Mohammed gaf dit aan door te verklaren dat ambergris en musk de beste geuren zijn om mee te parfumeren. Dit is een van de  redenen dat deze geuren veel gebruikt worden bij de ontwikkeling van oriëntaalse parfums. Parfumeurs bestudeerden geuren die hen aanspreken en bouwden hier verder op door componenten te vervangen door andere gerelateerde componenten. Hierdoor verschoof het zwaartepunt of het aandachtspunt naar een ander component, waardoor er een nieuwe nuance van een bestaande geur ontstond.
De basis in de traditionele Arabische parfums bestaat vaak uit amber, ambergris, muskus en oudh, terwijl de top en het hart van de geur vaak bestaan uit bloemige, houtige en kruidige noten. In het Midden-Oosten vinden parfumeurs de beste rozen in de vallei van Taif in Saoedi-Arabië.
Attar of ittar (Arabisch: عطر) is een natuurlijke parfumolie, gemaakt van plantaardige bestanddelen, zoals kruiden, wortels, hars en bloemen. Het woord is afkomstig van het Arabische woord itr, wat "parfum" betekent en van het Perzische woord atr jul, met de betekenis "vet van een bloem". De basis van de meeste attars is sandelhoutolie. Omdat de meeste attars alcoholvrij zijn, worden ze vooral door moslims gebruikt.

## Oosterse en westerse parfumerie
In Europa bleef parfum lange tijd voorbehouden aan de rijken die dit kochten van handelaren uit exotische oorden. Na de 17e eeuw werd het maken van parfum ook in Europa belangrijk. Lodewijk de XV was bekend om zijn geparfumeerde hof en Elizabeth I kwam niet op plaatsen die niet geparfumeerd waren, omdat zij die niet kon verdragen. Toen de kennis van de chemie in de 19e eeuw groter werd ging de parfumindustrie zich pas echt ontwikkelen. Nieuwe geuren werden ontwikkeld door combinaties  te maken. Daarvoor werd slechts één bloemensoort per parfum gebruikt. De kennis van chemie bood onderzoekers de mogelijkheid geurmoleculen te isoleren en deze door middel van synthese na te bootsen. Zo was het mogelijk om de verbeelding de vrije loop te laten en geuren te creëren die in de natuur niet voorkwamen. Het beroep parfumsamensteller deed zijn intrede. Dit beroep kreeg in de 20e eeuw steeds meer erkenning, het ontwikkelen van parfum werd beschouwd als een kunst.

## Hedendaagse parfumerie
Hedendaagse westerse parfumerie is een doorontwikkeling van de traditionele parfumerie uit het oosten. De betekenis van het woord parfum komt van het Latijnse ‘per fumus’, wat letterlijk ‘door rook’ betekent. In de oudheid werden geuren van onder andere verbrande bladeren gebruikt bij rituele ceremonies.
Tegenwoordig zijn behalve de geur ook elementen als de flacon (fles), verpakking en marketing van groot belang. Parfumfirma's gaan samenwerkingsverbanden aan met glasfabrikanten, ontwerpers en mensen uit de reclamewereld. De hedendaagse parfumindustrie is meer bezig met het verkopen en vermarkten van een bepaald gevoel dan met geuren. Toch laten de trends binnen de hedendaagse parfumindustrie zien dat de oorsprong niet uit het hoog verloren is. Steeds vaker verschijnen er parfums op de westerse markt waarbij de invloed vanuit het oosten duidelijk merkbaar is in design, geur en naam van het parfum.

## Agarhout
Agarhout ook wel Oudh is een van de zeldzaamste en duurste ingrediënten die gebruikt wordt in de parfumindustrie. De reden hiervoor is dat de houtsoort alleen op bepaalde plaatsen in de wereld groeit. Oudh wordt gewonnen van de tropische boomsoorten uit het geslacht Aquilaria. Deze boomsoorten worden geïnfecteerd met een specifieke schimmel (Phialophora). Dit heeft als gevolg dat een geurige  olie afgescheiden wordt om beschadigde delen van de bomen (wortels, takken of delen van de romp) te beschermen. De olie verhardt geleidelijk en kleurt donkerbruin tot zwart. De geur van deze donkere sterk geurende harsachtige substantie staat in de parfumindustrie bekend als oudh. Deze grondstof staat bekend onder allerlei verschillende namen, maar de meest gebruikte is de Arabische benaming Oudh (spreek uit als 'oodh'). Andere benamingen voor Agarhout zijn Agar, Adelaarshout, Aquilaria, Aloehout, Agalocha, Aguru en Gaharu. Al eeuwenlang wordt Oudh gebruikt bij religieuze ceremonies en feestelijkheden in Arabische en Indische landen, in China en Japan, vooral als hoog kwalitatieve wierook. Oudh wordt daarnaast ook als een medicament gezien dat kan helpen bij problemen met spijsvertering, verkoudheid en huidziekten. Olie van Oudh wordt veel gebruikt in Arabische parfumoliën, zoals in de traditionele attars. De geur vaak is dan vaak gebaseerd op oudh met extra dimensies in de vorm van kruidnagel, kaneel, peper, vanille enzovoort.
In de volgende gebieden wordt agarhout gewonnen:
- Aquilaria khasiana, groeit in India
- Aquilaria apiculina, groeit in De Filipijnen
- Aquilaria baillonil, groeit in Thailand and Cambodja
- Aquilaria baneonsis, groeit in Vietnam
- Aquilaria beccarain, groeit in Indonesië
- Aquilaria brachyantha, groeit in Maleisië
- Aquilaria crassna, groeit in Cambodja, Maleisië, Thailand, en Vietnam
- Aquilaria cumingiana, groeit in Indonesië en Maleisië
- Aquilaria filaria, groeit in China
- Aquilaria grandiflora, groeit in China
- Aquilaria hilata, groeit in Indonesië en Maleisië
- Aquilaria malaccensis, groeit in Maleisië, Indonesië, Thailand, en India
- Aquilaria microcapa, groeit in Indonesië en Maleisië
- Aquilaria rostrata, groeit in Maleisië
- Aquilaria sinensis, groeit in China
- Aquilaria subintegra, groeit in Thailand